# Internationale Wielertrofee Jong Maar Moedig
De Internationale Wielertrofee Jong Maar Moedig is een Belgische wielerwedstrijd in de omgeving van Gooik, Vlaams-Brabant. De wedstrijd is opgericht in 1985 onder de naam Grote Prijs Jerry Blondel. In 1987 is hij hernoemd naar Internationale Wielertrofee Jerry Blondel en in 1998 kreeg hij zijn huidige naam. Hij behoort tot de UCI Europe Tour sinds 2005 in de categorie 1.2. Hij is dus toegankelijk voor professionele continentale Belgische ploegen, continentale ploegen, nationale ploegen en regionale ploegen of clubs. De UCI ProTeams (eerste divisie) mogen niet deelnemen.
De wedstrijd is georganiseerd door "Wielerclub Jong Maar Moedig" uit Oetingen.

## Lijst van winnaars
| Jaar | Winnaar                  | Tweede                 | Derde                    |
| ---- | ------------------------ | ---------------------- | ------------------------ |
| 1985 | Greg Moens               | Luc Caluwaerts         | Jean-Marie De Nil        |
| 1986 | Rudi Van Der Haegen      | Frank Raskin           | Kor van Dijck            |
| 1987 | Peter De Clercq          | Marc Brock             | Marcos Mazzaron          |
| 1988 | Marc Brock               | Nick Botteldoorn       | Christian De Saeger      |
| 1989 | Alain Van den Bossche    | Wanderley Magalhaes    | Rinus Ansems             |
| 1990 | Tom Desmet               | Jan Van Donink         | Peter Farazijn           |
| 1991 | Peter Van Petegem        | Chris Peers            | Claude Rudelopt          |
| 1992 | Frank Corvers            | Michel Nottebaert      | Geert Van Bondt          |
| 1993 | Sébastien Van Den Abeele | Edwin Rutte            | Carl Roes                |
| 1994 | Denis François           | Vadim Volar            | Gerdy Goossens           |
| 1995 | Steve De Wolf            | Mario Aerts            | Gert Vanderaerden        |
| 1996 | Frédéric Moerman         | Kris Matthijs          | Steven De Neef           |
| 1997 | Danny In 't Ven          | Marc Patry             | Michel Zanoli            |
| 1998 | Matthé Pronk             | Mathew Hayman          | Stefan van Dijk          |
| 1999 | Stefan van Dijk          | Kirk O'Bee             | Koen Boerman             |
| 2000 | Chris Newton             | Marc Vlijm             | David Debremaeker        |
| 2001 | Tom Boonen               | Kevin Van Impe         | Frédéric Amorison        |
| 2002 | Michael Blanchy          | Danny In 't Ven        | Julien Smink             |
| 2003 | Hans De Meester          | David Boucher          | Christophe Beddegenoodts |
| 2004 | Daniel Verelst           | Hans De Meester        | Zakaria El Darabna       |
| 2005 | Gert Vanderaerden        | Glen Chadwick          | Sven Vanthourenhout      |
| 2006 | Greg Van Avermaet        | Bert De Waele          | Stijn Vandenberghe       |
| 2007 | Sven Nys                 | Frank Dressler-Lehnhof | Stijn Neirynck           |
| 2008 | Stijn Neirynck           | Maarten Neyens         | Maarten de Jonge         |
| 2009 | Thomas De Gendt          | Thomas Berkhout        | Tom Criel                |
| 2010 | Sven Jodts               | Koen Barbé             | Reno De Keulenaer        |
| 2011 | Bert Scheirlinckx        | Bert De Waele          | Floris Goesinnen         |
| 2012 | Tim Declercq             | Kjell Van Driessche    | Davy Commeyne            |
| 2013 | Tim Declercq             | Kenneth Vanbilsen      | Dylan van Baarle         |
| 2014 | Gijs Van Hoecke          | Loïc Vliegen           | Jelle Wallays            |
| 2015 | Dimitri Claeys           | Floris Gerts           | Tim De Troyer            |
| 2016 | Jérôme Baugnies          | Dimitri Claeys         | Gregory Habeaux          |
| 2017 | Toon Aerts               | Joeri Stallaert        | Corné van Kessel         |
| 2018 | Jérôme Baugnies          | Olivier Pardini        | Quinten Hermans          |
| 2019 | Julien Van Den Brande    | Kenneth Van Rooy       | Thimo Willems            |

### Meervoudige winnaars
| Overwinningen | Renner          | Land   | Jaren       |
| ------------- | --------------- | ------ | ----------- |
| 2             | Tim Declercq    | België | 2012 + 2013 |
| 2             | Jérôme Baugnies | België | 2016 + 2018 |

### Overwinningen per land
| Overwinningen | Land                |
| ------------- | ------------------- |
| 32            | België              |
| 2             | Nederland           |
| 1             | Verenigd Koninkrijk |